# Ахмед Джафероглу
Ахмед Джафероглу (тур. Ahmet Caferoğlu, азерб. Əhməd Cəfəroğlu; 17 квітня 1899, Гянджа — 6 січня 1975, Стамбул) — турецький тюрколог, член азербайджанської еміграції, професор Стамбульського університету, Член-кореспондент Польської академії наук (1938), Угорської академії наук (1944).
Один із авторів другого видання фундаментальної «Енциклопедії ісламу».

## Біографія
Народився 17 квітня 1899 року у місті Гянджа. 1902 року помер його батько. 1905 року, під час вірмено-татарської різанини, його мати Говхар разом із сином переїхала до Самарканда, де Ахмед здобув початкову освіту. 1909 року разом із сім'єю повернувся до Гянджи. Там Ахмед продовжив освіту у Гянджинській гімназії. 1916 року вирушив до Києва і вступив там до Київського торговельного інституту. 1918 року повернувся до Гянджи і вступив до армії АДР. Як офіцер-артилерист брав участь у звільненні Баку.
1919 року, після відкриття університету в Баку, вступив туди на історико-літературний факультет. Однак після окупації Баку більшовиками 28 квітня 1920 року йому довелося залишити Азербайджан. Він поїхав до Стамбула, де продовжив освіту в Стамбульському університеті на факультеті літератури. 1924 року закінчив університет, якийсь час працював у бібліотеці теологічного факультету, пізніше влаштувався в Турецький центр асистентом.
Наприкінці 1925 року поїхав до Німеччини як стипендіат Міністерства закордонних справ Німеччини. Здобувши освіту в Берлінському університеті, пізніше закінчив Бреславський університет і здобув тюркологічну освіту. 15 травня 1929 року під керівництвом Фрідріха Гізе Ахмед Джафероглу захистив дисертацію на тему «Аналіз 75 азербайджанських баяти (сумна пісня) у гянджинському діалекті», після чого отримав звання доктора філософії з філології. Через пів року в Берліні його дисертацію видали окремою брошурою. 1929 року повернувся до Стамбула і був прийнятий на посаду доцента кафедри історії тюркської мови на факультет літератури університету. 1936 року став професором цього університету.
1937 року прийнятий до членів Товариства польських сходознавців, 1938 року став членом-кореспондентом Польської академії наук. 1944 року став членом-кореспондентом Академії наук Угорщини та Товариства Кереші Чома. З 1946 року — завідувач кафедри історії тюркської мови.
1949 року в Туреччині обраний представником Товариства міжнародної ономастики. Того ж року став членом Уральсько-Алтайської спільноти та Міжнародного центру діалектології. 1955 року нагороджений іспанським орденом Альфонсо ель Сабіо за розвиток тюркологічної науки.
Один із засновників Товариства тюркської мови (до кінця життя був її членом). Засновник та головний редактор журналу «Азербайджан Юрд Більгісі». Спільнота «Туран», яка вела свою діяльність у столиці Аргентини Буенос-Айресі, обрала його своїм почесним членом.
У серпні 1973 року вийшов на пенсію з кафедри історії тюркської мови Стамбульського університету, якою керував безперервно протягом 27 років. Помер 6 січня 1975 року.